# Sergia prehensilis
Sergia prehensilis is een tienpotigensoort uit de familie van de Sergestidae. De wetenschappelijke naam van de soort is voor het eerst geldig gepubliceerd in 1881 door Spence Bate.